# Lista walk o bokserskie mistrzostwo świata w wadze półciężkiej
Zestawienie walk o bokserskie mistrzostwo świata wagi półciężkiej (light heavyweight) zawodowców. Ujęte zostały pojedynki najważniejszych organizacji boksu zawodowego (WBO, WBA, WBC, IBF i IBO).
aktualność zestawienia: 1-1-2017

## 2010-
| data                 | miejsce                                           | organizacja           | zwycięzca                                                           | pokonany                                                            | wynik         |
| -------------------- | ------------------------------------------------- | --------------------- | ------------------------------------------------------------------- | ------------------------------------------------------------------- | ------------- |
| 19 listopada 2016    | T-Mobile Arena Las Vegas, USA                     | Super WBA / IBF / WBO | Andre Ward · Stany Zjednoczone                                      | Siergiej Kowalow · Rosja                                            | UD 12         |
| 1 października 2016  | Jahnsportforum Neubrandenburg, Niemcy             | WBA                   | Nathan Cleverly · Wielka Brytania                                   | Jürgen Brähmer · Niemcy                                             | RTD 6         |
| 29 lipca 2016        | Centre Videotron Quebec City, Kanada              | WBC                   | Adonis Stevenson · Kanada                                           | Thomas Williams Jr. · Stany Zjednoczone                             | KO 4          |
| 11 lipca 2016        | DIVS Jekaterynburg, Rosja                         | Super WBA / IBF / WBO | Siergiej Kowalow · Rosja                                            | Isaac Chilemba · Malawi                                             | UD 12         |
| 21 maja 2016         | Khodynka Ice Palace Moskwa, Rosja                 | IBO                   | Umar Salamow · Południowa Afryka                                    | Bob Ajisafe · Wielka Brytania                                       | UD 12         |
| 21 maja 2016         | Khodynka Ice Palace Moskwa, Rosja                 | WBA tymczasowy        | Dmitrij Biwoł · Rosja                                               | Felix Valera · Dominikana                                           | UD 12         |
| 12 marca 2016        | Jahnsportforum Neubrandenburg, Niemcy             | WBA                   | Jürgen Brähmer · Niemcy                                             | Eduard Gutknecht · Kazachstan                                       | UD 12         |
| 30 stycznia 2016     | Bell Centre Montreal, Kanada                      | Super WBA / IBF / WBO | Siergiej Kowalow · Rosja                                            | Jean Pascal · Kanada                                                | RTD 7         |
| 11 września 2015     | Ricoh Coliseum Toronto, Kanada                    | WBC                   | Adonis Stevenson · Kanada                                           | Tommy Karpency · Stany Zjednoczone                                  | TKO 3         |
| 5 września 2015      | Energie Verbund-Arena Drezno, Niemcy              | WBA                   | Jürgen Brähmer · Niemcy                                             | Konni Konrad · Czarnogóra                                           | RTD 7         |
| 23 sierpnia 2016     | Rixos Mriya Resort Hotel Jałta, Rosja             | WBA tymczasowy        | Felix Valera · Dominikana                                           | Stanislaw Kasztanow · Rosja                                         | SD 12         |
| 25 lipca 2015        | Mandalay Bay Hotel & Casino Las Vegas, USA        | Super WBA / IBF / WBO | Siergiej Kowalow · Rosja                                            | Nadjib Mohammedi · Francja                                          | KO 3          |
| 6 czerwca 2015       | Emperors Palace Kempton Park, RPA                 | IBO                   | Thomas Oosthuizen · Południowa Afryka                               | Robert Berridge · Nowa Zelandia                                     | UD 12         |
| 4 kwietnia 2015      | Pepsi Coliseum Quebec City, Kanada                | WBC                   | Adonis Stevenson · Kanada                                           | Sakio Bika · Kamerun                                                | UD 12         |
| 21 marca 2015        | Rostock, Niemcy                                   | WBA                   | Jürgen Brähmer · Niemcy                                             | Robin Krasniqi · Niemcy                                             | RTD 9         |
| 14 marca 2015        | Bell Centre Montreal, Kanada                      | Super WBA / IBF / WBO | Siergiej Kowalow · Rosja                                            | Jean Pascal · Kanada                                                | TKO 8         |
| 14 marca 2015        | Emperors Palace Kempton Park, RPA                 | IBO                   | Thomas Oosthuizen · Południowa Afryka                               | Ryno Liebenberg · Południowa Afryka                                 | SD 12         |
| 19 grudnia 2014      | Pepsi Coliseum Quebec City, Kanada                | WBC                   | Adonis Stevenson · Kanada                                           | Dimitrij Suchocki · Rosja                                           | KO 5          |
| 6 grudnia 2014       | EWE-Arena Oldenburg, Niemcy                       | WBA                   | Jürgen Brähmer · Niemcy                                             | Paweł Głażewski · Polska                                            | KO 1          |
| 8 listopada 2014     | Boardwalk Hall Atlantic City, USA                 | Super WBA / IBF / WBO | Siergiej Kowalow · Rosja                                            | Bernard Hopkins · Stany Zjednoczone                                 | UD 12         |
| 7 czerwca 2014       | Sport and Congress Center Schwerin, Niemcy        | WBA                   | Jürgen Brähmer · Niemcy                                             | Roberto Feliciano Bolonti · Argentyna                               | UD 12         |
| 24 maja 2014         | Bell Centre Montreal, Kanada                      | WBC                   | Adonis Stevenson · Kanada                                           | Andrzej Fonfara · Polska                                            | UD 12         |
| 19 kwietnia 2014     | DC Armory Washington, USA                         | Super WBA / IBF       | Bernard Hopkins · Stany Zjednoczone                                 | Bejbut Szumenow · Kazachstan                                        | SD 12         |
| 5 kwietnia 2014      | Stadthalle Rostock, Niemcy                        | WBA                   | Jürgen Brähmer · Niemcy                                             | Enzo Maccarinelli · Wielka Brytania                                 | RTD 5         |
| 29 marca 2014        | The Ballroom Atlantic City, USA                   | WBO                   | Siergiej Kowalow · Rosja                                            | Cedric Agnew · Stany Zjednoczone                                    | KO 7          |
| 14 grudnia 2013      | Alamodome San Antonio, USA                        | Super WBA             | Bejbut Szumenow · Kazachstan                                        | Tamás Kovács · Słowacja                                             | TKO 3         |
| 14 grudnia 2013      | Jahnsportforum Neubrandenburg, Niemcy             | WBA                   | Jürgen Brähmer · Niemcy                                             | Marcus Oliveira · Stany Zjednoczone                                 | UD 12         |
| 30 listopada 2013    | Colisee de Quebec Quebec City, Kanada             | WBC                   | Adonis Stevenson · Kanada                                           | Tony Bellew · Wielka Brytania                                       | TKO 6         |
| 30 listopada 2013    | Colisee de Quebec Quebec City, Kanada             | WBO                   | Siergiej Kowalow · Rosja                                            | Ismayl Sillah · Ukraina                                             | KO 2          |
| 26 października 2013 | Boardwalk Hall Atlantic City, USA                 | IBF                   | Bernard Hopkins · Stany Zjednoczone                                 | Karo Murat · Niemcy                                                 | UD 12         |
| 17 października 2013 | The Melbourne Pavilion Flemington, Australia      | IBO                   | Blake Caparello · Australia                                         | Allan Green · Stany Zjednoczone                                     | UD 12         |
| 28 września 2013     | Bell Centre Montreal, Kanada                      | WBC                   | Adonis Stevenson · Kanada                                           | Tavoris Cloud · Stany Zjednoczone                                   | RTD 7         |
| 17 sierpnia 2013     | Motorpoint Arena Cardiff, Wielka Brytania         | WBO                   | Siergiej Kowalow · Rosja                                            | Nathan Cleverly · Wielka Brytania                                   | TKO 4         |
| 8 czerwca 2013       | Bell Centre Montreal, Kanada                      | WBC                   | Adonis Stevenson · Kanada                                           | Chad Dawson · Stany Zjednoczone                                     | TKO 1         |
| 20 kwietnia 2013     | Wembley Arena Londyn, Wielka Brytania             | WBO                   | Nathan Cleverly · Wielka Brytania                                   | Robin Krasniqi · Niemcy                                             | UD 12         |
| 9 marca 2013         | Barclays Center Nowy Jork, USA                    | IBF                   | Bernard Hopkins · Stany Zjednoczone                                 | Tavoris Cloud · Stany Zjednoczone                                   | UD 12         |
| 16 listopada 2012    | UIC Pavilion Chicago, USA                         | IBO                   | Andrzej Fonfara · Polska                                            | Tommy Karpency · Stany Zjednoczone                                  | TKO 7         |
| 10 listopada 2012    | Staples Center Los Angeles, USA                   | WBO                   | Nathan Cleverly · Wielka Brytania                                   | Shawn Hawk · Stany Zjednoczone                                      | TKO 8         |
| 2 czerwca 2012       | Hard Rock Hotel and Casino Las Vegas, USA         | WBA                   | Bejbut Szumenow · Kazachstan                                        | Enrique Ornelas · Meksyk                                            | UD 12         |
| 28 kwietnia 2012     | Boardwalk Hall Atlantic City, USA                 | WBC                   | Chad Dawson · Stany Zjednoczone                                     | Bernard Hopkins · Stany Zjednoczone                                 | MD 12         |
| 25 lutego 2012       | Motorpoint Arena Cardiff, Wielka Brytania         | WBO                   | Nathan Cleverly · Wielka Brytania                                   | Tommy Karpency · Stany Zjednoczone                                  | UD 12         |
| 18 lutego 2012       | American Bank Center Corpus Christi, USA          | IBF                   | Tavoris Cloud · Stany Zjednoczone                                   | Gabriel Campillo · Hiszpania                                        | SD 12         |
| 15 października 2011 | Staples Center, Los Angeles, USA                  | WBC                   | Bernard Hopkins Stany Zjednoczone - · Chad Dawson Stany Zjednoczone | Bernard Hopkins Stany Zjednoczone - · Chad Dawson Stany Zjednoczone | NC 2          |
| 15 października 2011 | Echo Arena Liverpool, Wielka Brytania             | WBO                   | Nathan Cleverly · Wielka Brytania                                   | Tony Bellew · Wielka Brytania                                       | MD 12         |
| 29 lipca 2011        | South Point Hotel Casino Las Vegas, USA           | WBA                   | Bejbut Szumenow · Kazachstan                                        | Danny Santiago · Stany Zjednoczone                                  | TKO 9         |
| 25 czerwca 2011      | Family Arena Saint Charles, USA                   | IBF                   | Tavoris Cloud · Stany Zjednoczone                                   | Yusaf Mack · Stany Zjednoczone                                      | TKO 8         |
| 21 maja 2011         | Bell Centre Montreal, Kanada                      | IBO / WBC             | Bernard Hopkins · Polska                                            | Jean Pascal · Kanada                                                | UD 12         |
| 21 maja 2011         | O2 Arena (Millenium Dome) Londyn, Wielka Brytania | WBO                   | Nathan Cleverly · Wielka Brytania                                   | Aleksy Kuziemski · Polska                                           | TKO 4         |
| 8 stycznia 2011      | Sport Palace Szymkent, Kazachstan                 | WBA                   | Bejbut Szumenow · Kazachstan                                        | William Joppy · Stany Zjednoczone                                   | TKO 6         |
| 18 grudnia 2010      | Pepsi Coliseum, Quebec City, Kanada               | IBO / WBC             | Jean Pascal Kanada - · Bernard Hopkins Stany Zjednoczone            | Jean Pascal Kanada - · Bernard Hopkins Stany Zjednoczone            | MD 12 (remis) |
| 17 grudnia 2010      | American Airlines Arena Miami, USA                | IBF                   | Tavoris Cloud · Stany Zjednoczone                                   | Fulgencio Zuniga · Kolumbia                                         | UD 12         |
| 11 grudnia 2010      | Echo Arena Liverpool, Wielka Brytania             | WBO                   | Nathan Cleverly · Wielka Brytania                                   | Nadjib Mohammedi · Francja                                          | UD 12         |
| 14 sierpnia 2010     | Bell Centre Montreal, Kanada                      | IBO / WBC             | Jean Pascal · Kanada                                                | Chad Dawson · Stany Zjednoczone                                     | TD 11         |
| 7 sierpnia 2010      | Scottrade Center Saint Louis, USA                 | IBF                   | Tavoris Cloud · Stany Zjednoczone                                   | Glen Johnson · Jamajka                                              | UD 12         |
| 23 lipca 2010        | Tachi Palace Hotel & Casino Lemoore, USA          | WBA                   | Bejbut Szumenow · Kazachstan                                        | Wiaczesław Użełkow · Ukraina                                        | UD 12         |
| 24 kwietnia 2010     | Sporthalle Hamburg, Niemcy                        | WBO                   | Jürgen Brähmer · Niemcy                                             | Mariano Nicolas Plotinsky · Argentyna                               | TKO 5         |
| 29 stycznia 2010     | Hard Rock Hotel and Casino Las Vegas, USA         | WBA                   | Bejbut Szumenow · Kazachstan                                        | Gabriel Campillo · Hiszpania                                        | SD 12         |

## 2000-2009
| data                 | miejsce                                                | organizacja           | zwycięzca                                                | pokonany                                                 | wynik          |
| -------------------- | ------------------------------------------------------ | --------------------- | -------------------------------------------------------- | -------------------------------------------------------- | -------------- |
| 19 grudnia 2009      | Sport and Congress Center Schwerin, Niemcy             | WBO                   | Jürgen Brähmer · Niemcy                                  | Dimitrij Suchcki · Rosja                                 | UD 12          |
| 11 grudnia 2009      | Bell Centre Montreal, Kanada                           | WBC                   | Jean Pascal · Kanada                                     | Adrian Diaconu · Rumunia                                 | UD 11          |
| 7 listopada 2009     | XL Center Hartford, USA                                | IBO / WBC             | Chad Dawson · Stany Zjednoczone                          | Glen Johnson · Jamajka                                   | UD 12          |
| 25 września 2009     | Bell Centre Montreal, Kanada                           | WBC                   | Jean Pascal · Kanada                                     | Silvio Branco · Włochy                                   | TKO 10         |
| 28 sierpnia 2009     | Seminole Hard Rock Hotel and Casino Hollywood, USA     | IBF                   | Tavoris Cloud · Stany Zjednoczone                        | Clinton Woods · Wielka Brytania                          | UD 12          |
| 22 sierpnia 2009     | SYMA Sport & Leisure Center Budapeszt, Węgry           | WBO                   | Jürgen Brähmer · Niemcy                                  | Aleksy Kuziemski · Polska                                | UD 12          |
| 15 sierpnia 2009     | Sport Complex "Daulet" Astana, Kazachstan              | WBA                   | Gabriel Campillo · Hiszpania                             | Bejbut Szumenow · Kazachstan                             | MD 12          |
| 20 czerwca 2009      | Club Deportivo Libertad Sunchales, Argentyna           | WBA                   | Gabriel Campillo · Hiszpania                             | Hugo Hernan Garay · Argentyna                            | MD 12          |
| 19 czerwca 2009      | Bell Centre Montreal, Kanada                           | WBC                   | Jean Pascal · Kanada                                     | Adrian Diaconu · Rumunia                                 | UD 12          |
| 9 maja 2009          | Hard Rock Hotel and Casino Las Vegas, USA              | IBO / IBF             | Chad Dawson · Stany Zjednoczone                          | Antonio Tarver · Stany Zjednoczone                       | UD 12          |
| 10 stycznia 2009     | Bordelandhalle Magdeburg, Niemcy                       | WBO                   | Zsolt Erdei · Węgry                                      | Jurij Baraszian · Ukraina                                | UD 12          |
| 22 listopada 2008    | Stadthalle Rostock, Niemcy                             | WBA                   | Hugo Hernan Garay · Argentyna                            | Jürgen Brähmer · Niemcy                                  | UD 12          |
| 11 października 2008 | Palms Casino Resort Las Vegas, USA                     | IBO / IBF             | Chad Dawson · Stany Zjednoczone                          | Antonio Tarver · Stany Zjednoczone                       | UD 12          |
| 3 lipca 2008         | Estadio Luna Park Buenos Aires, Argentyna              | WBA                   | Hugo Hernan Garay · Argentyna                            | Jurij Baraszian · Ukraina                                | UD 12          |
| 26 kwietnia 2008     | Freiberger Arena Drezno, Niemcy                        | WBO                   | Zsolt Erdei · Węgry                                      | DeAndrey Abron · Stany Zjednoczone                       | UD 12          |
| 19 kwietnia 2008     | Sala Polivalenta Bukareszt, Rumunia                    | WBC                   | Adrian Diaconu · Rumunia                                 | Chris Henry · Stany Zjednoczone                          | UD 12          |
| 12 kwietnia 2008     | St. Pete Times Forum Tampa, USA                        | IBO / IBF             | Antonio Tarver · Stany Zjednoczone                       | Clinton Woods · Wielka Brytania                          | UD 12          |
| 7 listopada 2009     | St. Pete Times Forum Tampa, USA                        | WBC                   | Chad Dawson · Stany Zjednoczone                          | Glen Johnson · Jamajka                                   | UD 12          |
| 16 grudnia 2007      | Challenge Stadium Perth, Australia                     | WBA                   | Danny Green · Australia                                  | Stipe Drews · Chorwacja                                  | UD 12          |
| 1 grudnia 2007       | Foxwoods Resort Mashantucket, USA                      | IBO                   | Antonio Tarver · Stany Zjednoczone                       | Danny Santiago · Stany Zjednoczone                       | TKO 4          |
| 24 listopada 2007    | Freiberger Arena Drezno, Niemcy                        | WBO                   | Zsolt Erdei · Węgry                                      | Tito Mendoza · Panama                                    | SD 12          |
| 29 września 2007     | Hallam FM Arena Sheffield, Wielka Brytania             | IBF                   | Clinton Woods · Wielka Brytania                          | Julio César González · Meksyk                            | UD 12          |
| 29 września 2007     | Arco Arena Sacramento, USA                             | WBC                   | Chad Dawson · Stany Zjednoczone                          | Epifanio Mendoza · Kolumbia                              | TKO 4          |
| 16 czerwca 2007      | SYMA Sport & Leisure Center Budapeszt, Węgry           | WBO                   | Zsolt Erdei · Węgry                                      | George Blades · Panama                                   | TKO 11         |
| 9 czerwca 2007       | Connecticut Convention Center Hartford, USA            | IBO                   | Antonio Tarver · Stany Zjednoczone                       | Elvir Muriqi · Stany Zjednoczone                         | MD 12          |
| 9 czerwca 2007       | Connecticut Convention Center Hartford, USA            | WBC                   | Chad Dawson · Stany Zjednoczone                          | Jesus Ruiz · Meksyk                                      | TKO 6          |
| 28 kwietnia 2007     | Koenig Pilsener Arena Oberhausen, Niemcy               | WBA                   | Stipe Drews · Chorwacja                                  | Silvio Branco · Włochy                                   | UD 12          |
| 3 lutego 2007        | Silver Spurs Arena Kissimmee, USA                      | WBC                   | Chad Dawson · Stany Zjednoczone                          | Tomasz Adamek · Polska                                   | UD 12          |
| 27 stycznia 2007     | Burg-Waechter Castello Düsseldorf, Niemcy              | WBO                   | Zsolt Erdei · Węgry                                      | Danny Santiago · Stany Zjednoczone                       | TKO 8          |
| 7 października 2006  | Allstate Arena Rosemont, USA                           | WBC                   | Tomasz Adamek · Polska                                   | Paul Briggs · Australia                                  | MD 12          |
| 2 września 2006      | Bolton Arena Bolton, Wielka Brytania                   | IBF                   | Clinton Woods · Wielka Brytania                          | Glen Johnson · Jamajka                                   | SD 12          |
| 29 lipca 2006        | Koenig Pilsener Arena Oberhausen, Niemcy               | WBO                   | Zsolt Erdei · Węgry                                      | Thomas Ulrich · Niemcy                                   | UD 12          |
| 27 lipca 2006        | Velodromo Vigorelli Mediolan, Włochy                   | WBA                   | Silvio Branco · Włochy                                   | Manny Siaca · Portoryko                                  | UD 12          |
| 10 czerwca 2006      | Boardwalk Hall, Atlantic City, USA                     | IBO                   | Bernard Hopkins · Stany Zjednoczone                      | Antonio Tarver · Stany Zjednoczone                       | UD 12          |
| 13 maja 2006         | Ponds Forge Arena Sheffield, Wielka Brytania           | IBF                   | Clinton Woods · Wielka Brytania                          | Jason DeLisle · Australia                                | TKO 6          |
| 6 maja 2006          | Burg-Waechter Castello Düsseldorf, Niemcy              | WBO                   | Zsolt Erdei · Węgry                                      | Paul Murdoch · Australia                                 | TKO 10         |
| 22 października 2005 | Brandberge Arena Halle an der Saale, Niemcy            | WBO                   | Zsolt Erdei · Węgry                                      | Mehdi Sahnoune · Francja                                 | TKO 12         |
| 15 października 2005 | Mehrzweckhalle Sued Düsseldorf, Niemcy                 | WBC                   | Tomasz Adamek · Polska                                   | Thomas Ulrich · Niemcy                                   | KO 6           |
| 1 października 2005  | St. Pete Times Forum, Tampa, USA                       | IBO                   | Antonio Tarver · Stany Zjednoczone                       | Roy Jones Jr. · Stany Zjednoczone                        | UD 12          |
| 9 września 2005      | Hallam FM Arena Sheffield, Wielka Brytania             | IBF                   | Clinton Woods · Wielka Brytania                          | Julio César González · Meksyk                            | UD 12          |
| 18 czerwca 2005      | FedEx Forum, Memphis, USA                              | IBO                   | Antonio Tarver · Stany Zjednoczone                       | Glen Johnson · Stany Zjednoczone                         | UD 12          |
| 21 maja 2005         | United Center Chicago, USA                             | WBC                   | Tomasz Adamek · Polska                                   | Paul Briggs · Australia                                  | MD 12          |
| 4 kwietnia 2005      | Magna Centre Rotherham, Wielka Brytania                | IBF                   | Clinton Woods · Wielka Brytania                          | Rico Hoye · Stany Zjednoczone                            | TKO 5          |
| 26 lutego 2005       | Color Line Arena Hamburg, Niemcy                       | WBA                   | Fabrice Tiozzo · Francja                                 | Dariusz Michalczewski · Polska                           | TKO 6          |
| 26 lutego 2005       | Color Line Arena Hamburg, Niemcy                       | WBO                   | Zsolt Erdei · Węgry                                      | Hugo Hernan Garay · Argentyna                            | SD 12          |
| 18 grudnia 2004      | Staples Center Los Angeles, USA                        | IBO                   | Glen Johnson · Stany Zjednoczone                         | Antonio Tarver · Stany Zjednoczone                       | SD 12          |
| 25 września 2004     | FedEx Forum Memphis, USA                               | IBF                   | Glen Johnson · Jamajka                                   | Roy Jones Jr. · Stany Zjednoczone                        | KO 9           |
| 11 września 2004     | Kisstadion Budapeszt, Węgry                            | WBO                   | Zsolt Erdei · Węgry                                      | Alejandro Lakatos · Hiszpania                            | UD 12          |
| 15 maja 2004         | Mandalay Bay Resort & Casino Las Vegas, USA            | IBO / WBC / WBA       | Antonio Tarver · Stany Zjednoczone                       | Roy Jones Jr. · Stany Zjednoczone                        | TKO 2          |
| 8 maja 2004          | Arena Westfalenhalle Dortmund, Niemcy                  | WBO                   | Zsolt Erdei · Węgry                                      | Hugo Hernan Garay · Argentyna                            | MD 12          |
| 20 marca 2004        | Palais des Sports de Gerland Lyon, Francja             | WBA                   | Fabrice Tiozzo · Francja                                 | Silvio Branco · Włochy                                   | MD 12          |
| 6 lutego 2004        | Ponds Forge Arena Sheffield, Wielka Brytania           | IBF                   | Glen Johnson · Jamajka                                   | Clinton Woods · Wielka Brytania                          | UD 12          |
| 17 stycznia 2004     | DM-Arena Karlsruhe, Niemcy                             | WBO                   | Zsolt Erdei · Węgry                                      | Julio Cesar Gonzalez · Meksyk                            | UD 12          |
| 8 listopada 2003     | Mandalay Bay Resort & Casino Las Vegas, USA            | IBO / WBC / WBA       | Roy Jones Jr. · Stany Zjednoczone                        | Antonio Tarver · Stany Zjednoczone                       | MD 12          |
| 7 listopada 2003     | Hillsborough Leisure Centre Sheffield, Wielka Brytania | IBF                   | Glen Johnson Jamajka - · Clinton Woods Wielka Brytania   | Glen Johnson Jamajka - · Clinton Woods Wielka Brytania   | SD 12 (remis)  |
| 18 października 2003 | Color Line Arena Altona, Niemcy                        | WBO                   | Julio Cesar Gonzalez · Meksyk                            | Dariusz Michalczewski · Polska                           | SD 12          |
| 10 października 2003 | Palais des Sports Marsylia, Francja                    | WBA                   | Silvio Branco · Włochy                                   | Mehdi Sahnoune · Francja                                 | TKO 11         |
| 26 kwietnia 2003     | Foxwoods Resort Mashantucket, USA                      | IBF / WBC             | Antonio Tarver · Stany Zjednoczone                       | Montell Griffin · Stany Zjednoczone                      | UD 12          |
| 29 marca 2003        | Color Line Arena Altona, Niemcy                        | WBO                   | Dariusz Michalczewski · Polska                           | Derrick Harmon · Stany Zjednoczone                       | KO 9           |
| 8 marca 2003         | Palais des Sports Marsylia, Francja                    | WBA                   | Mehdi Sahnoune · Francja                                 | Bruno Girard · Francja                                   | TKO 7          |
| 14 września 2002     | Volkswagenhalle Braunschweig, Niemcy                   | WBO                   | Dariusz Michalczewski · Polska                           | Richard Hall · Jamajka                                   | TKO 10         |
| 7 września 2002      | Foxwoods Resort Mashantucket, USA                      | IBF / IBO / WBC / WBA | Roy Jones Jr. · Stany Zjednoczone                        | Clinton Woods · Wielka Brytania                          | TKO 6          |
| 13 lipca 2002        | Palavas-les-Flots Hérault, Francja                     | WBA                   | Bruno Girard · Francja                                   | Lou Del Valle · Stany Zjednoczone                        | SD 12          |
| 23 maja 2002         | Palais des Sports Levallois-Perret, Francja            | WBA                   | Bruno Girard · Francja                                   | Thomas Hansvoll · Norwegia                               | UD 12          |
| 20 kwietnia 2002     | Hala Olivia Gdańsk, Polska                             | WBO                   | Dariusz Michalczewski · Niemcy                           | Joey DeGrandis · Stany Zjednoczone                       | KO 2           |
| 2 lutego 2002        | American Airlines Arena Miami, USA                     | IBF / IBO / WBC / WBA | Roy Jones Jr. · Stany Zjednoczone                        | Glen Kelly · Australia                                   | KO 7           |
| 22 grudnia 2001      | Zenith Orléans, Francja                                | WBA                   | Bruno Girard · Francja                                   | Robert Koon · Stany Zjednoczone                          | TKO 11         |
| 15 grudnia 2001      | Estrel Convention Center Neukoelln, Niemcy             | WBO                   | Dariusz Michalczewski · Niemcy                           | Richard Hall · Jamajka                                   | TKO 11         |
| 4 sierpnia 2001      | Plage du Prado Marsylia, Francja                       | WBA                   | Lou Del Valle Stany Zjednoczone - · Bruno Girard Francja | Lou Del Valle Stany Zjednoczone - · Bruno Girard Francja | PTS 12 (remis) |
| 28 lipca 2001        | Staples Center Los Angeles, USA                        | IBF / IBO / WBC / WBA | Roy Jones Jr. · Stany Zjednoczone                        | Julio Cesar Gonzalez · Meksyk                            | UD 12          |
| 5 maja 2001          | Volkswagenhalle Braunschweig, Niemcy                   | WBO                   | Dariusz Michalczewski · Niemcy                           | Alejandro Lakatos · Hiszpania                            | KO 9           |
| 24 lutego 2001       | Ice Palace Tampa, USA                                  | IBF / IBO / WBC / WBA | Roy Jones Jr. · Stany Zjednoczone                        | Derrick Harmon · Stany Zjednoczone                       | RTD 10         |
| 16 grudnia 2000      | Grugahalle Essen, Niemcy                               | WBO                   | Dariusz Michalczewski · Niemcy                           | Ka-Dy King · Stany Zjednoczone                           | TKO 7          |
| 9 września 2000      | New Orleans Arena Nowy Orlean, USA                     | IBF / IBO / WBC / WBA | Roy Jones Jr. · Stany Zjednoczone                        | Eric Harding · Stany Zjednoczone                         | RTD 10         |
| 13 maja 2000         | Conseco Fieldhouse Indianapolis, USA                   | IBF / WBC / WBA       | Roy Jones Jr. · Stany Zjednoczone                        | Richard Hall · Jamajka                                   | TKO 11         |
| 15 kwietnia 2000     | Preussag Arena Hannover, Niemcy                        | WBO                   | Dariusz Michalczewski · Niemcy                           | Graciano Rocchigiani · Niemcy                            | TKO 10         |
| 15 stycznia 2000     | Radio City Music Hall Nowy Jork, USA                   | IBF / WBC / WBA       | Roy Jones Jr. · Stany Zjednoczone                        | David Telesco · Stany Zjednoczone                        | UD 12          |

## 1990-1999
| data                 | miejsce                                           | organizacja     | zwycięzca                            | pokonany                               | wynik  |
| -------------------- | ------------------------------------------------- | --------------- | ------------------------------------ | -------------------------------------- | ------ |
| 28 sierpnia 1999     | Stadthalle Bremen, Niemcy                         | WBO             | Dariusz Michalczewski · Niemcy       | Montell Griffin · Stany Zjednoczone    | TKO 4  |
| 5 czerwca 1999       | Grand Casino Biloxi, USA                          | IBF / WBA / WBC | Roy Jones Jr. · Stany Zjednoczone    | Reggie Johnson · Stany Zjednoczone     | UD 12  |
| 3 kwietnia 1999      | Stadthalle Bremen, Niemcy                         | WBO             | Dariusz Michalczewski · Niemcy       | Muslim Biarsłanow · Rosja              | TKO 7  |
| 27 lutego 1999       | Miccosukee Indian Gaming Resort Miami, USA        | IBF             | Reggie Johnson · Stany Zjednoczone   | Will Taylor · Stany Zjednoczone        | UD 12  |
| 9 stycznia 1999      | Civic Center Pensacola, USA                       | WBA / WBC       | Roy Jones Jr. · Stany Zjednoczone    | Richard Frazier · Stany Zjednoczone    | TKO 2  |
| 12 grudnia 1998      | Ballsporthalle Frankfurt, Niemcy                  | WBO             | Dariusz Michalczewski · Niemcy       | Drake Thadzi · Malawi                  | TKO 9  |
| 5 grudnia 1998       | Convention Center Atlantic City, USA              | WBA             | Richard Hall · Jamajka               | Anthony Bigeni · Nowa Zelandia         | TKO 3  |
| 14 listopada 1998    | Foxwoods Resort Mashantucket, USA                 | WBA / WBC       | Roy Jones Jr. · Stany Zjednoczone    | Otis Grant · Jamajka                   | TKO 10 |
| 19 września 1998     | Arena Oberhausen Oberhausen, Niemcy               | WBO             | Dariusz Michalczewski · Niemcy       | Mark Prince · Wielka Brytania          | KO 8   |
| 2 sierpnia 1998      | Fleet Center Boston, USA                          | IBO             | Drake Thadzi · Malawi                | John Scully · Stany Zjednoczone        | TKO 7  |
| 18 lipca 1998        | Madison Square Garden Theater Nowy Jork, USA      | WBA / WBC       | Roy Jones Jr. · Stany Zjednoczone    | Lou Del Valle · Stany Zjednoczone      | UD 12  |
| 29 maja 1998         | Pesaro, Włochy                                    | IBF             | Reggie Johnson · Stany Zjednoczone   | Ole Klemetsen · Norwegia               | UD 12  |
| 21 marca 1998        | Max Schmeling Halle Berlin, Niemcy                | WBC             | Graciano Rocchigiani · Niemcy        | Michael Nunn · Stany Zjednoczone       | SD 12  |
| 20 marca 1998        | Ballsporthalle Frankfurt, Niemcy                  | WBO             | Dariusz Michalczewski · Niemcy       | Andrea Magi · Włochy                   | TKO 4  |
| 6 lutego 1998        | Mohegan Sun Casino Uncasville, USA                | IBF             | Reggie Johnson · Stany Zjednoczone   | William Guthrie · Stany Zjednoczone    | KO 5   |
| 13 grudnia 1997      | Sporthalle Hamburg, Niemcy                        | WBO             | Dariusz Michalczewski · Niemcy       | Darren Zenner · Stany Zjednoczone      | RTD 6  |
| 4 października 1997  | Stadionsporthalle Hannover, Niemcy                | WBO             | Dariusz Michalczewski · Niemcy       | Nicky Piper · Wielka Brytania          | TKO 7  |
| 20 września 1997     | Tivoli Eissporthalle Akwizgran, Niemcy            | WBA             | Lou Del Valle · Stany Zjednoczone    | Eddy Smulders · Holandia               | TKO 8  |
| 7 sierpnia 1997      | Foxwoods Resort Mashantucket, USA                 | WBC             | Roy Jones Jr. · Stany Zjednoczone    | Montell Griffin · Stany Zjednoczone    | KO 1   |
| 19 lipca 1997        | Fantasy Springs Casino Indio, USA                 | IBF             | William Guthrie · Stany Zjednoczone  | Darrin Allen · Stany Zjednoczone       | TKO 3  |
| 13 czerwca 1997      | Arena Oberhausen Oberhausen, Niemcy               | WBA             | Dariusz Michalczewski · Niemcy       | Virgil Hill · Stany Zjednoczone        | UD 12  |
| 14 maja 1997         | Foxwoods Resort Mashantucket, USA                 | IBO             | Drake Thadzi · Malawi                | James Toney · Stany Zjednoczone        | MD 12  |
| 21 marca 1997        | Taj Majal Hotel & Casino Atlantic City, USA       | WBC             | Montell Griffin · Stany Zjednoczone  | Roy Jones Jr. · Stany Zjednoczone      | DQ 9   |
| 13 grudnia 1996      | Stadionsporthalle Hannover, Niemcy                | WBO             | Dariusz Michalczewski · Niemcy       | Christophe Girard · Francja            | TKO 8  |
| 23 listopada 1996    | Olympiahalle Monachium, Niemcy                    | IBF / WBA       | Virgil Hill · Stany Zjednoczone      | Henry Maske · Niemcy                   | SD 12  |
| 22 listopada 1996    | Ice Palace Tampa, USA                             | WBC             | Roy Jones Jr. · Stany Zjednoczone    | Mike McCallum · Jamajka                | UD 12  |
| 10 sierpnia 1996     | Wilhelm-Koch-Stadion Hamburg, Niemcy              | WBO             | Dariusz Michalczewski · Niemcy       | Graciano Rocchigiani · Niemcy          | DQ 7   |
| 8 czerwca 1996       | Deutz Sporthalle Kolonia, Niemcy                  | WBO             | Dariusz Michalczewski · Niemcy       | Christophe Girard · Francja            | UD 12  |
| 25 maja 1996         | Neue Messehallen Lipsk, Niemcy                    | IBF             | Henry Maske · Niemcy                 | John Scully · Stany Zjednoczone        | UD 12  |
| 20 kwietnia 1996     | Engelstad Arena Grand Forks, USA                  | WBA             | Virgil Hill · Stany Zjednoczone      | Lou Del Valle · Stany Zjednoczone      | UD 12  |
| 6 kwietnia 1996      | Stadionsporthalle Hannover, Niemcy                | WBO             | Dariusz Michalczewski · Niemcy       | Asluddin Umarow · Kazachstan           | TKO 5  |
| 17 lutego 1996       | Arena Westfalenhalle Dortmund, Niemcy             | IBF             | Henry Maske · Niemcy                 | Duran Williams · Jamajka               | UD 12  |
| 13 stycznia 1996     | Palais des Spectacular Saint-Etienne, Francja     | WBC             | Fabrice Tiozzo · Francja             | Eric Lucas · Kanada                    | UD 12  |
| 14 października 1995 | Olympiahalle Monachium, Niemcy                    | IBF             | Henry Maske · Niemcy                 | Graciano Rocchigiani · Niemcy          | UD 12  |
| 2 września 1995      | Wembley Stadium Londyn, Wielka Brytania           | WBA             | Virgil Hill · Stany Zjednoczone      | Drake Thadzi · Malawi                  | UD 12  |
| 7 października 1995  | Festhalle Frankfurt, Niemcy                       | WBO             | Dariusz Michalczewski · Niemcy       | Philippe Michel · Francja              | UD 12  |
| 19 sierpnia 1995     | Eisstadion Düsseldorf, Niemcy                     | WBO             | Dariusz Michalczewski · Niemcy       | Everardo Armenta Jr. · Meksyk          | KO 5   |
| 16 czerwca 1995      | Palais des Sports de Gerland Lyon, Francja        | WBC             | Fabrice Tiozzo · Francja             | Mike McCallum · Jamajka                | UD 12  |
| 27 maja 1995         | Arena Westfalenhalle Dortmund, Niemcy             | IBF             | Henry Maske · Niemcy                 | Graciano Rocchigiani · Niemcy          | UD 12  |
| 20 maja 1995         | Sporthalle Hamburg, Niemcy                        | WBO             | Dariusz Michalczewski · Niemcy       | Paul Carlo · Stany Zjednoczone         | KO 4   |
| 1 kwietnia 1995      | Buffalo Bill's Star Arena Primm, USA              | WBA             | Virgil Hill · Stany Zjednoczone      | Crawford Ashley · Wielka Brytania      | UD 12  |
| 11 marca 1995        | Deutz Sporthalle Kolonia, Niemcy                  | WBO             | Dariusz Michalczewski · Niemcy       | Roberto Dominguez · Hiszpania          | KO 2   |
| 25 lutego 1995       | New London Arena Londyn, Wielka Brytania          | WBC             | Mike McCallum · Jamajka              | Carl Jones · Stany Zjednoczone         | UD 12  |
| 11 lutego 1995       | Festhalle Frankfurt, Niemcy                       | IBF             | Henry Maske · Niemcy                 | Egerton Marcus · Kanada                | UD 12  |
| 8 października 1994  | Gerry Weber Stadium Halle, Niemcy                 | IBF             | Henry Maske · Niemcy                 | Iran Barkley · Stany Zjednoczone       | RTD 9  |
| 10 września 1994     | Sporthalle Hamburg, Niemcy                        | WBO             | Dariusz Michalczewski · Niemcy       | Leeonzer Barber · Stany Zjednoczone    | UD 12  |
| 23 lipca 1994        | Civic Center Bismarck, USA                        | WBA             | Virgil Hill · Stany Zjednoczone      | Frank Tate · Stany Zjednoczone         | UD 12  |
| 23 lipca 1994        | Civic Center Bismarck, USA                        | WBC             | Mike McCallum · Jamajka              | Jeff Harding · Australia               | UD 12  |
| 4 czerwca 1994       | Arena Westfalenhalle Dortmund, Niemcy             | IBF             | Henry Maske · Niemcy                 | Andrea Magi · Włochy                   | UD 12  |
| 26 marca 1994        | Arena Westfalenhalle Dortmund, Niemcy             | IBF             | Henry Maske · Niemcy                 | Ernesto Magdaleno · Stany Zjednoczone  | TKO 9  |
| 4 marca 1994         | MGM Grand Las Vegas, USA                          | WBC             | Mike McCallum · Jamajka              | Randall Yonker · Stany Zjednoczone     | TKO 5  |
| 29 stycznia 1994     | National Ice Rink Cardiff, Wielka Brytania        | WBO             | Leeonzer Barber · Stany Zjednoczone  | Nicky Piper · Wielka Brytania          | TKO 9  |
| 17 grudnia 1993      | Municipal Auditorium Minot, USA                   | WBA             | Virgil Hill · Stany Zjednoczone      | Guy Waters · Australia                 | UD 12  |
| 11 grudnia 1993      | Philips Halle Düsseldorf, Niemcy                  | IBF             | Henry Maske · Niemcy                 | David Vedder · Stany Zjednoczone       | UD 12  |
| 9 listopada 1993     | Municipal Auditorium Minot, USA                   | WBA             | Virgil Hill · Stany Zjednoczone      | Saul Montana · Meksyk                  | TKO 10 |
| 29 września 1993     | Palazetto del Ghiaccio Pesaro, Włochy             | WBO             | Leeonzer Barber · Stany Zjednoczone  | Andrea Magi · Włochy                   | UD 12  |
| 18 września 1993     | Philips Halle Düsseldorf, Niemcy                  | IBF             | Henry Maske · Niemcy                 | Anthony Hembrick · Stany Zjednoczone   | UD 12  |
| 28 sierpnia 1993     | Civic Center Bismarck, USA                        | WBA             | Virgil Hill · Stany Zjednoczone      | Sergio Daniel Merani · Argentyna       | UD 12  |
| 20 sierpnia 1993     | Civic Center Melrose Park, USA                    | IBO             | Lenny LaPaglia · Stany Zjednoczone   | Darryl Fromm · Stany Zjednoczone       | TKO 5  |
| 3 kwietnia 1993      | Palais Marcel Cerdan Levallois-Perret, Francja    | WBA             | Virgil Hill · Stany Zjednoczone      | Fabrice Tiozzo · Francja               | SD 12  |
| 20 marca 1993        | Philips Halle Düsseldorf, Niemcy                  | IBF             | Henry Maske · Niemcy                 | Charles Williams · Stany Zjednoczone   | UD 12  |
| 27 lutego 1993       | Capital City Gymnasium Pekin, Chiny               | WBO             | Leeonzer Barber · Stany Zjednoczone  | Mike Sedillo · Meksyk                  | UD 12  |
| 20 lutego 1993       | Fargodome Fargo, USA                              | WBA             | Virgil Hill · Stany Zjednoczone      | Adolpho Washington · Stany Zjednoczone | TD 11  |
| 3 grudnia 1992       | Salle Franklin Saint-Jean-de-Luz, Francja         | WBC             | Jeff Harding · Australia             | David Vedder · Stany Zjednoczone       | UD 12  |
| 29 września 1992     | Civic Center Bismarck, USA                        | WBA             | Virgil Hill · Stany Zjednoczone      | Frank Tate · Stany Zjednoczone         | UD 12  |
| 5 czerwca 1992       | Palais des Sports Marsylia, Francja               | WBC             | Jeff Harding · Australia             | Christophe Tiozzo · Francja            | TKO 8  |
| 20 marca 1992        | Caesars Palace Las Vegas, USA                     | WBA             | Iran Barkley · Stany Zjednoczone     | Thomas Hearns · Stany Zjednoczone      | SD 12  |
| 7 stycznia 1992      | The Palace Auburn Hills, USA                      | WBO             | Leeonzer Barber · Stany Zjednoczone  | Anthony Hembrick · Stany Zjednoczone   | SD 12  |
| 19 października 1991 | Williamson Field House Williamson, USA            | IBF             | Charles Williams · Stany Zjednoczone | Freddie Delgado · Portoryko            | TKO 2  |
| 11 września 1991     | Odeon Cinema Londyn, Wielka Brytania              | WBC             | Jeff Harding · Australia             | Dennis Andries · Wielka Brytania       | MD 12  |
| 20 lipca 1991        | Ariston Theatre San Remo, Włochy                  | IBF             | Charles Williams · Stany Zjednoczone | Vincent Boulware · Stany Zjednoczone   | KO 3   |
| 3 czerwca 1991       | Caesars Palace Las Vegas, USA                     | WBA             | Thomas Hearns · Stany Zjednoczone    | Virgil Hill · Stany Zjednoczone        | UD 12  |
| 9 maja 1991          | Town Hall Leeds, Wielka Brytania                  | WBO             | Leeonzer Barber · Stany Zjednoczone  | Tom Collins · Wielka Brytania          | TKO 6  |
| 20 kwietnia 1991     | Caesar's Hotel & Casino Atlantic City, USA        | IBF             | Charles Williams · Stany Zjednoczone | James Kinchen · Stany Zjednoczone      | TKO 2  |
| 19 stycznia 1991     | Memorial Drive Tennis Centre Adelajda, Australia  | WBC             | Dennis Andries · Wielka Brytania     | Guy Waters · Australia                 | UD 12  |
| 12 stycznia 1991     | Palazzo Dello Sport Saint Vincent d'Aoste, Włochy | IBF             | Charles Williams · Stany Zjednoczone | Mwehu Beya · Włochy                    | UD 12  |
| 6 stycznia 1991      | Civic Center Bismarck, USA                        | WBA             | Virgil Hill · Stany Zjednoczone      | Mike Peak · Stany Zjednoczone          | UD 12  |
| 15 grudnia 1990      | Civic Arena Pittsburgh, USA                       | WBO             | Michael Moorer · Stany Zjednoczone   | Danny Stonewalker · Kanada             | TKO 8  |
| 10 października 1990 | Royal Albert Hall Londyn, Wielka Brytania         | WBC             | Dennis Andries · Wielka Brytania     | Sergio Daniel Merani · Argentyna       | TKO 4  |
| 28 lipca 1990        | Rod Laver Arena Melbourne, Australia              | WBC             | Dennis Andries · Wielka Brytania     | Jeff Harding · Australia               | KO 7   |
| 7 lipca 1990         | Civic Center Bismarck, USA                        | WBA             | Virgil Hill · Stany Zjednoczone      | Tyrone Frazier · Stany Zjednoczone     | UD 12  |
| 28 kwietnia 1990     | Taj Majal Hotel & Casino Atlantic City, USA       | WBO             | Michael Moorer · Stany Zjednoczone   | Mario Oscar Melo · Argentyna           | KO 1   |
| 18 marca 1990        | Resorts International Atlantic City, USA          | WBC             | Jeff Harding · Australia             | Néstor Hipolito Giovannini · Argentyna | TKO 11 |
| 25 lutego 1990       | Civic Center Bismarck, USA                        | WBA             | Virgil Hill · Stany Zjednoczone      | David Vedder · Stany Zjednoczone       | UD 12  |
| 3 lutego 1990        | Convention Hall Atlantic City, USA                | WBO             | Michael Moorer · Stany Zjednoczone   | Marcellus Allen · Stany Zjednoczone    | RTD 9  |
| 7 stycznia 1990      | Tropicana Hotel & Casino Atlantic City, USA       | IBF             | Charles Williams · Stany Zjednoczone | Frankie Swindell · Stany Zjednoczone   | TKO 8  |

## 1980-1989
| data                 | miejsce                                     | organizacja | zwycięzca                            | pokonany                                   | wynik  |
| -------------------- | ------------------------------------------- | ----------- | ------------------------------------ | ------------------------------------------ | ------ |
| 22 grudnia 1989      | The Palace Auburn Hills, USA                | WBO         | Michael Moorer · Stany Zjednoczone   | Mike Sedillo · Meksyk                      | TKO 6  |
| 16 listopada 1989    | Resorts International Atlantic City, USA    | WBO         | Michael Moorer · Stany Zjednoczone   | Jeff Thompson · Stany Zjednoczone          | KO 1   |
| 25 czerwca 1989      | Convention Center Atlantic City, USA        | WBO         | Michael Moorer · Stany Zjednoczone   | Leslie Stewart · Trynidad i Tobago         | TKO 8  |
| 25 czerwca 1989      | Convention Center Atlantic City, USA        | IBF         | Charles Williams · Stany Zjednoczone | Bobby Czyz · Stany Zjednoczone             | RTD 10 |
| 22 kwietnia 1989     | The Palace Auburn Hills, USA                | WBO         | Michael Moorer · Stany Zjednoczone   | Freddie Delgado · Portoryko                | TKO 1  |
| 19 lutego 1989       | Monessen High Gym Monessen, USA             | WBO         | Michael Moorer · Stany Zjednoczone   | Frankie Swindell · Stany Zjednoczone       | TKO 6  |
| 19 lutego 1989       | The Palace Auburn Hills, USA                | WBO         | Michael Moorer · Stany Zjednoczone   | Victor Claudio · Portoryko                 | TKO 2  |
| 3 grudnia 1988       | Brook Park, USA                             | WBO         | Michael Moorer · Stany Zjednoczone   | Ramzi Hassan · Jordania                    | TKO 5  |
| 21 października 1988 | L'Espace d'Ornon Villenave d'Ornon, Francja | IBF         | Charles Williams · Stany Zjednoczone | Rufino Angulo · Francja                    | KO 3   |
| 10 czerwca 1988      | Parc des Sports Annecy, Francja             | IBF         | Charles Williams · Stany Zjednoczone | Richard Caramanolis · Francja              | TKO 11 |
| 29 października 1987 | Las Vegas Hilton Outdoor Arena, USA         | IBF         | Charles Williams · Stany Zjednoczone | Bobby Czyz · Stany Zjednoczone             | RTD 9  |
| 3 maja 1987          | Convention Center Atlantic City, USA        | IBF         | Bobby Czyz · Stany Zjednoczone       | Jim MacDonald · Stany Zjednoczone          | TKO 6  |
| 21 lutego 1987       | Trump Plaza Hotel Atlantic City, USA        | IBF         | Bobby Czyz · Stany Zjednoczone       | Willie Edwards · Stany Zjednoczone         | KO 2   |
| 26 grudnia 1986      | South Mountain Arena West Orange, USA       | IBF         | Bobby Czyz · Stany Zjednoczone       | David Sears · Stany Zjednoczone            | TKO 1  |
| 6 września 1986      | Las Vegas Hilton Las Vegas, USA             | IBF         | Bobby Czyz · Stany Zjednoczone       | Slobodan Kačar · Serbia                    | TKO 5  |
| 21 grudnia 1985      | Palasport Pesaro, Włochy                    | IBF         | Slobodan Kačar · Serbia              | Eddie Mustafa Muhammad · Stany Zjednoczone | SD 15  |
| 6 czerwca 1985       | Riviera Hotel & Casino Las Vegas, USA       | IBF         | Michael Spinks · Stany Zjednoczone   | Jim MacDonald · Stany Zjednoczone          | TKO 8  |
| 23 lutego 1985       | Sands Casino Hotel Atlantic City, USA       | IBF         | Michael Spinks · Stany Zjednoczone   | David Sears · Stany Zjednoczone            | TKO 3  |
| 25 lutego 1984       | Resorts International Atlantic City, USA    | IBF         | Michael Spinks · Stany Zjednoczone   | Eddie Davis · Stany Zjednoczone            | UD 12  |

## 1970-1979
| data | miejsce | organizacja | zwycięzca | pokonany | wynik |
| ---- | ------- | ----------- | --------- | -------- | ----- |

## 1960-1969
| data | miejsce | organizacja | zwycięzca | pokonany | wynik |
| ---- | ------- | ----------- | --------- | -------- | ----- |

## 1950-1959
| data | miejsce | organizacja | zwycięzca | pokonany | wynik |
| ---- | ------- | ----------- | --------- | -------- | ----- |

## 1930-1949
| data | miejsce | organizacja | zwycięzca | pokonany | wynik |
| ---- | ------- | ----------- | --------- | -------- | ----- |

## 1903-1929
| data | miejsce | organizacja | zwycięzca | pokonany | wynik |
| ---- | ------- | ----------- | --------- | -------- | ----- |

## Legenda
- DQ - (disqualification) - dyskwalifikacja
- KO - (knockout) - nokaut
- MD - (majority decision) - decyzja większości
- NC - (no contest) - walka uznana za nie odbytą
- ND - (newspaper decision) - wynik według oceny prasy
- PTS - walka zakończona na punkty
- RTD - (referee technical decision) - techniczna decyzja sędziów
- SD - (split-decision) - niejednogłośna decyzja
- TKO - (technical knockout) - techniczny nokaut
- UD - (unanimous decision) - jednogłośna decyzja